# Теддінгтон
Теддінгтон (англ. Teddington) — приміська дільниця Лондона, муніципалітет розміщений у лондонському районі Річмонд-на-Темзі, приблизно за 15 кілометрів на північний захід від центру Лондона. У 2011 році проживало 10 330 жителів.

## Дозвілля

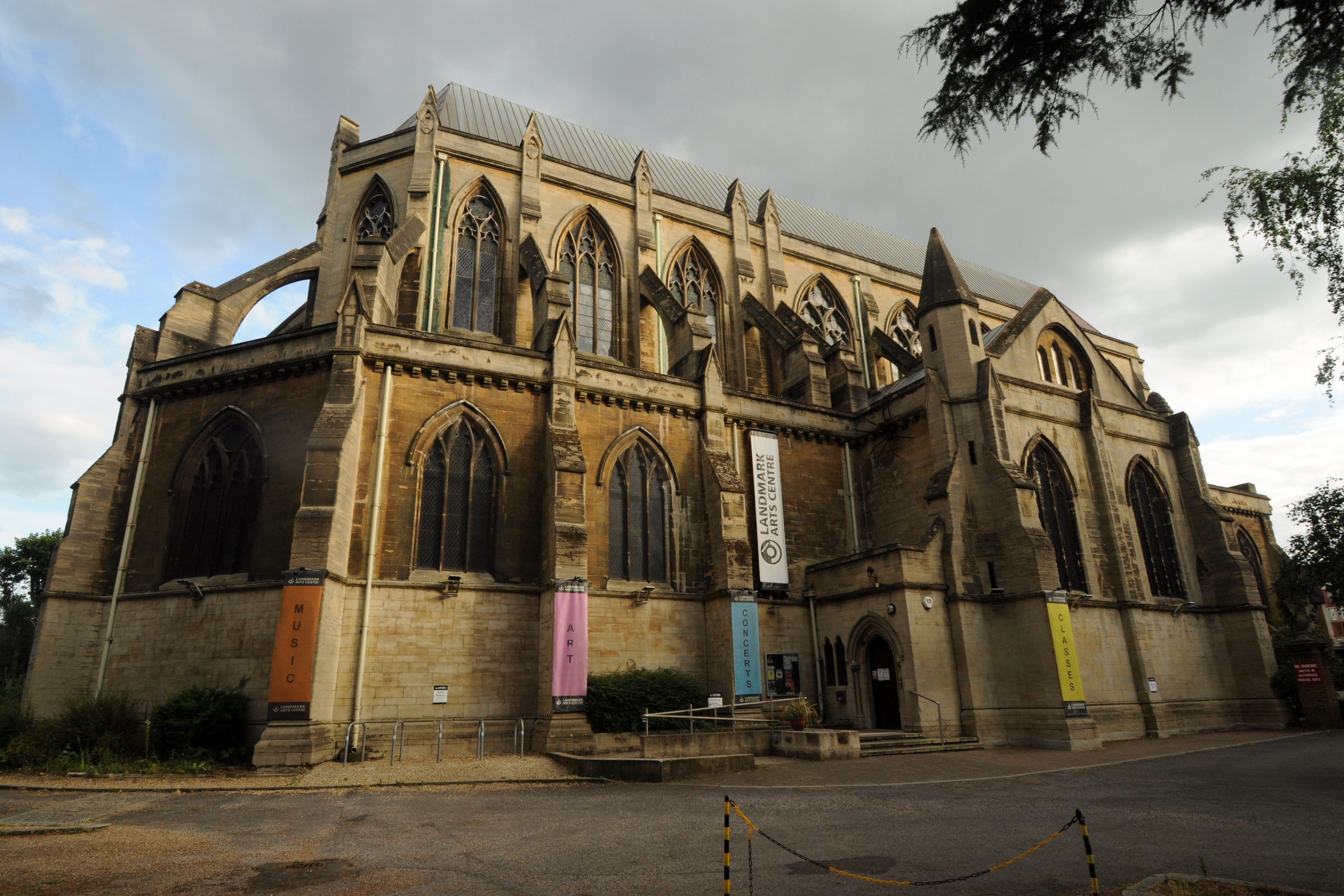
Центр мистецтв Теддінгтона

У колишній церкві святого Альбана (St Alban's Church), яка передана в оренду англіканською церквою, працює Центр мистецтв, незалежна благодійна організація, яка пропонує широку мистецьку та освітню програму, місце, де відбуваються виставки, лекції та концерти.

## Транспорт

### Залізниця

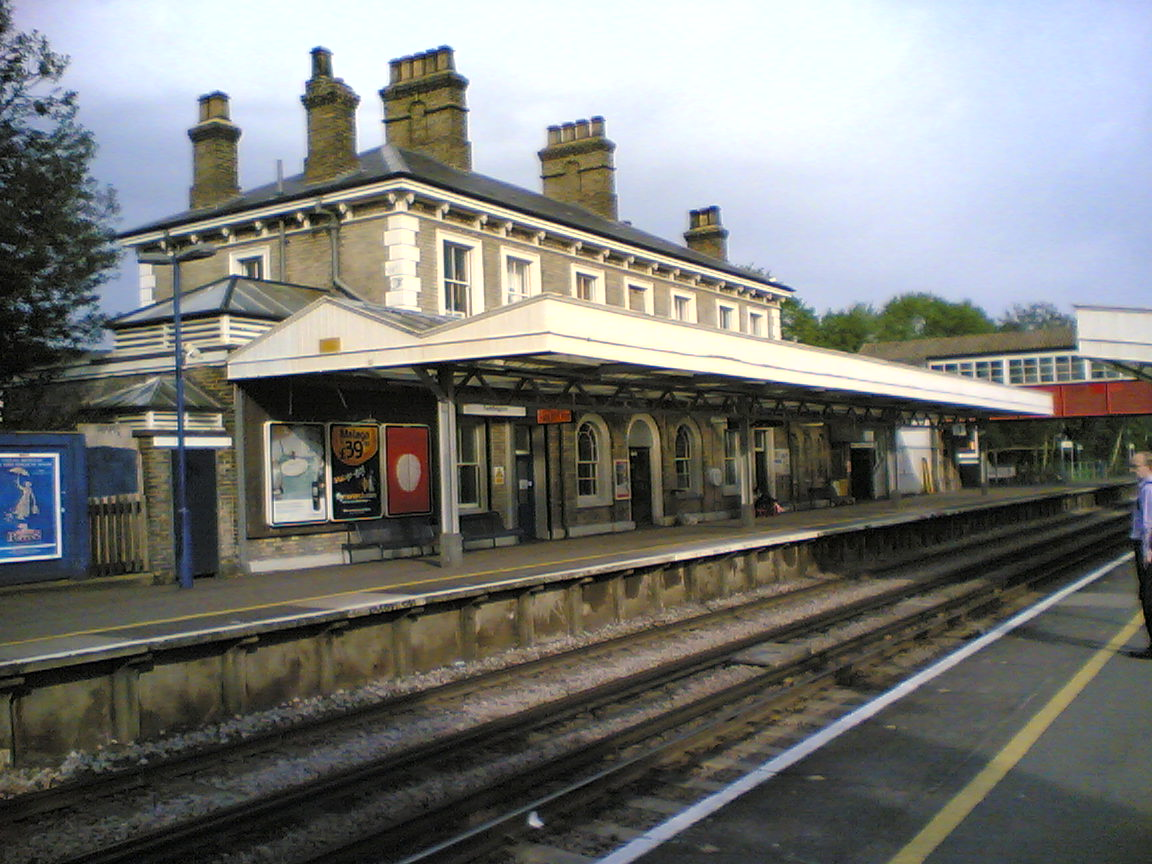
Залізнична станція Теддінгтона

Теддінгтон (станція), яку обслуговують поїзди електрифікованої лінії Південно-Західної залізниці. Поїзди курсують до лондонської станції Ватерлоо: один шлях через Кінгстон-на-Темзі та Вімблдон кожні 15 хвилин, інший — через Ричмонд та Патні кожні 30 хвилин. Поїзди також курсують до Шеппертона кожні 30 хвилин.

#### Найближчі залізничні станції
- Теддінгтон[en],
- Гемптон Вик[en]
- Фулвелл[en]
- Полуничний пагорб[en]

## Автобуси
Теддінгтон обслуговується лондонськими автобусами до інших лондонських автостанцій — аеропорту Гітроу, Західного Кройдона та Гаммерсміту.

## Особи, пов'язані з Теддінгтоном

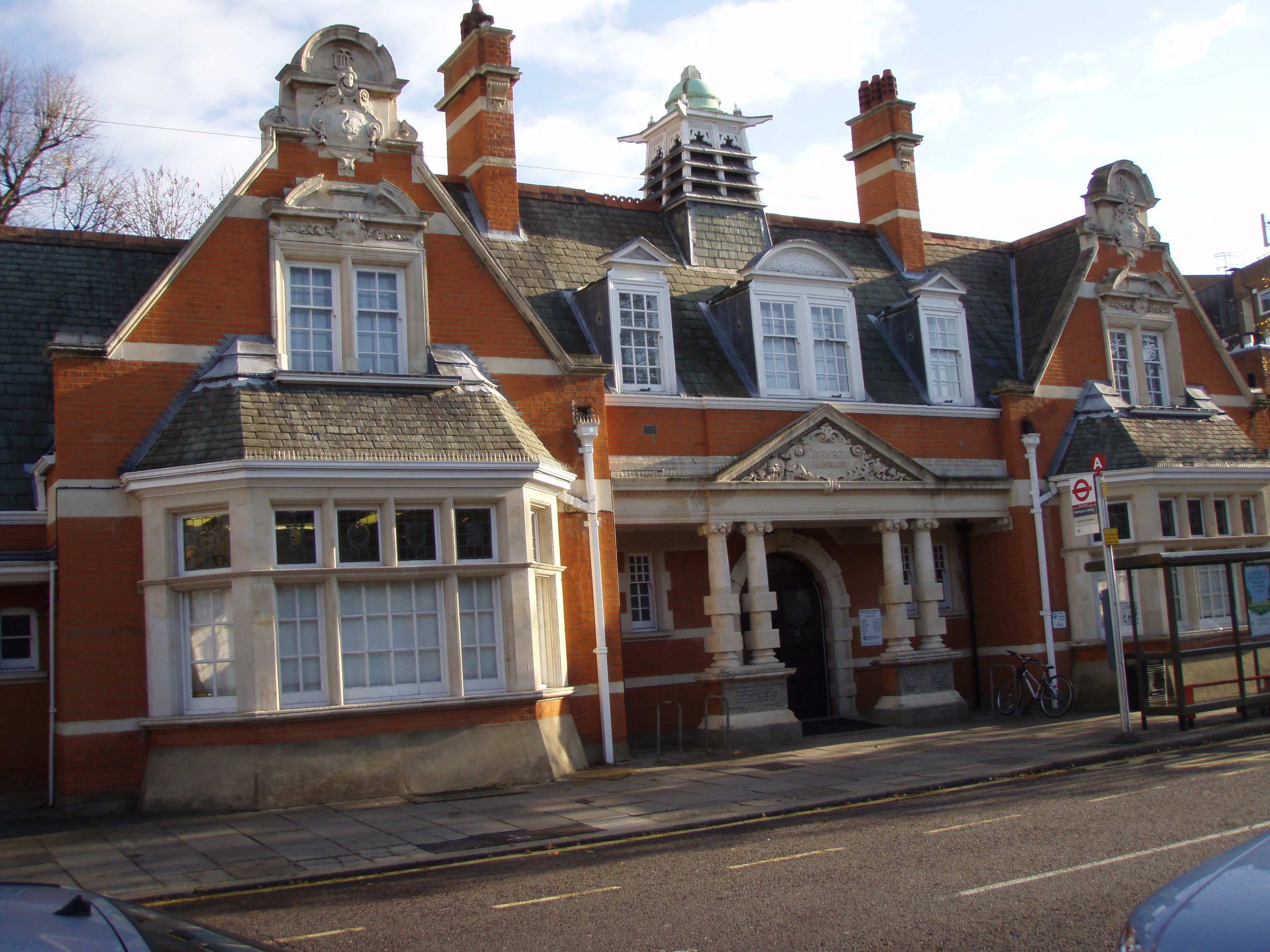
Бібліотека Теддінгтона

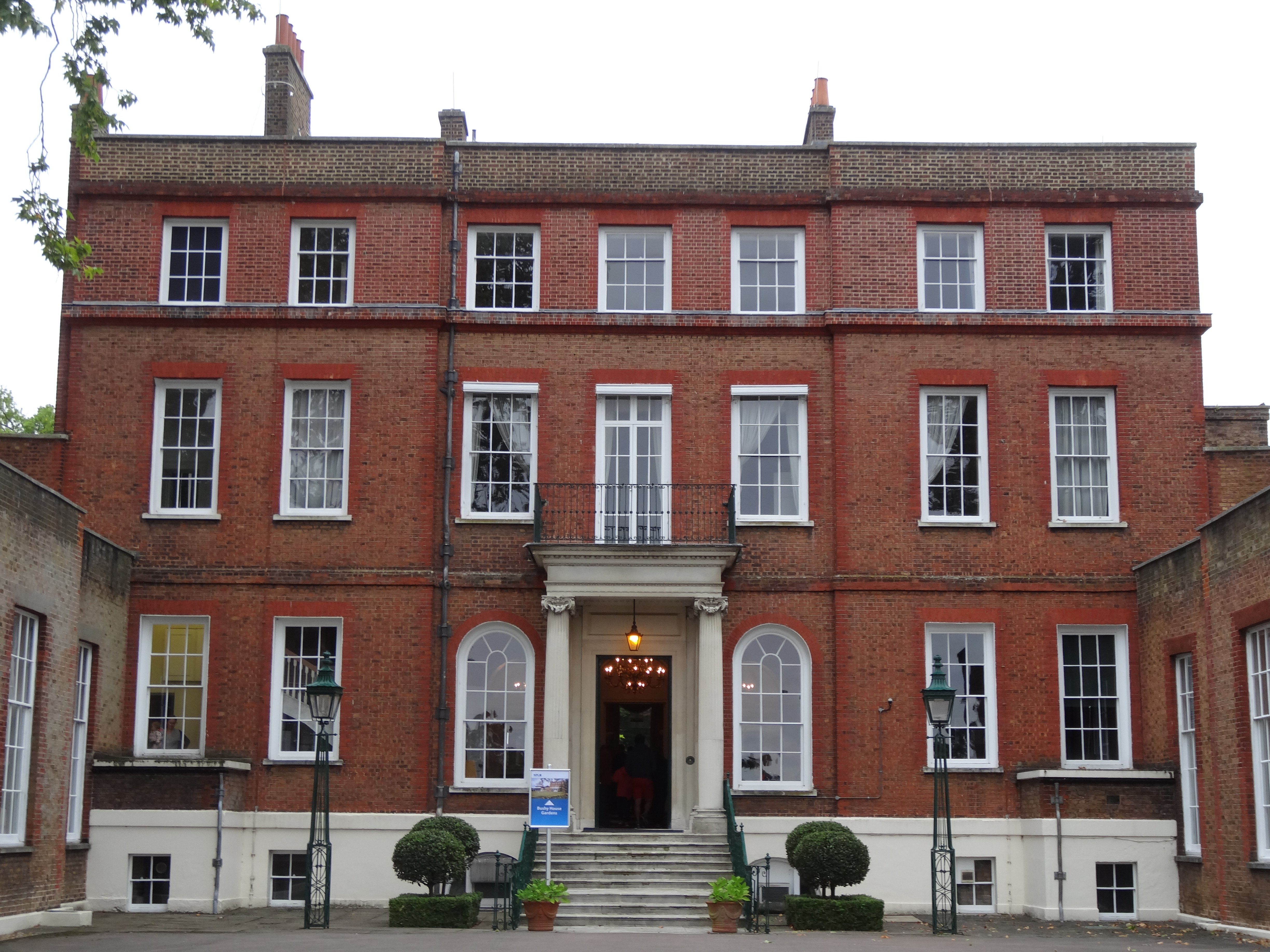
Національна фізична лабораторія в Теддінгтоні

- Ноел Кавард (1899—1973) — актор, композитор, музикант і драматург.
- Джон Донелі Фейдж[en] (1921—2002) — історик відомий працями про історію Африки.
- Бенні Гілл (англ. Alfred Hawthorn Hill; 1924—1992) — англійський актор, комік та співак.
- Марджорі Бултон (1924—2017) — британська письменниця та поетка, що писала англійською мовою та есперанто.
- Кіра Найтлі (1985) — англійська акторка та модель.